# 黑沙環海濱公園
黑沙環海嘯公園（葡萄牙語：Parque Marginal da Areia Preta）是位於澳門半島黑沙環區海傍的一個市政公園，由駿菁活動中心對開沿海邊，經東方明珠延伸至明珠都滙對開，佔地約1.3萬平方公尺。

## 沿革
公園原是沒有刻意規劃的地段，只是因開闢關閘通往機場之公路而興建的海傍堤岸。後來澳葡政府才將海傍堤岸規劃為綠化休憩區，葡萄牙建築師賈柏（Arq. Francisco Caldeira Cabral）設計。
黑沙環海濱公園於1998年6月竣工，1999年3月14日開放。曾是區內居民運動、休閒和垂釣主要場所。為長帶狀的開放式公園，佔地13706平方米，全長約1000米、寬15至20米。整個公園分高低兩層，上層略高於在旁的馬路，沿著接駁的水泥斜台而下，可見到下層有一條狹長的碎石步行徑。公園的設施除了堤基、涼亭、蔭棚、石階眺望台和基本的康樂設施外，還有三個小型的露天廣場。除此之外，園內有天橋可通往黑沙環公園及水塘公園，並將三個公園連成一體。
2019年10月18日，由東方明珠至友誼大橋一段新建之黑沙環海濱公園渠道及行人步道工程完成並開放使用，行人步道長約650米，供市民休閒散步及欣賞堤岸景觀。
為配合澳門輕軌東線北段設計連建造工程的灘塗填平及地基加固工程，公園大部份區域於2023年9月28日起圍封。工程期間只保留行人路，部份公園設施被封閉。

## 設施

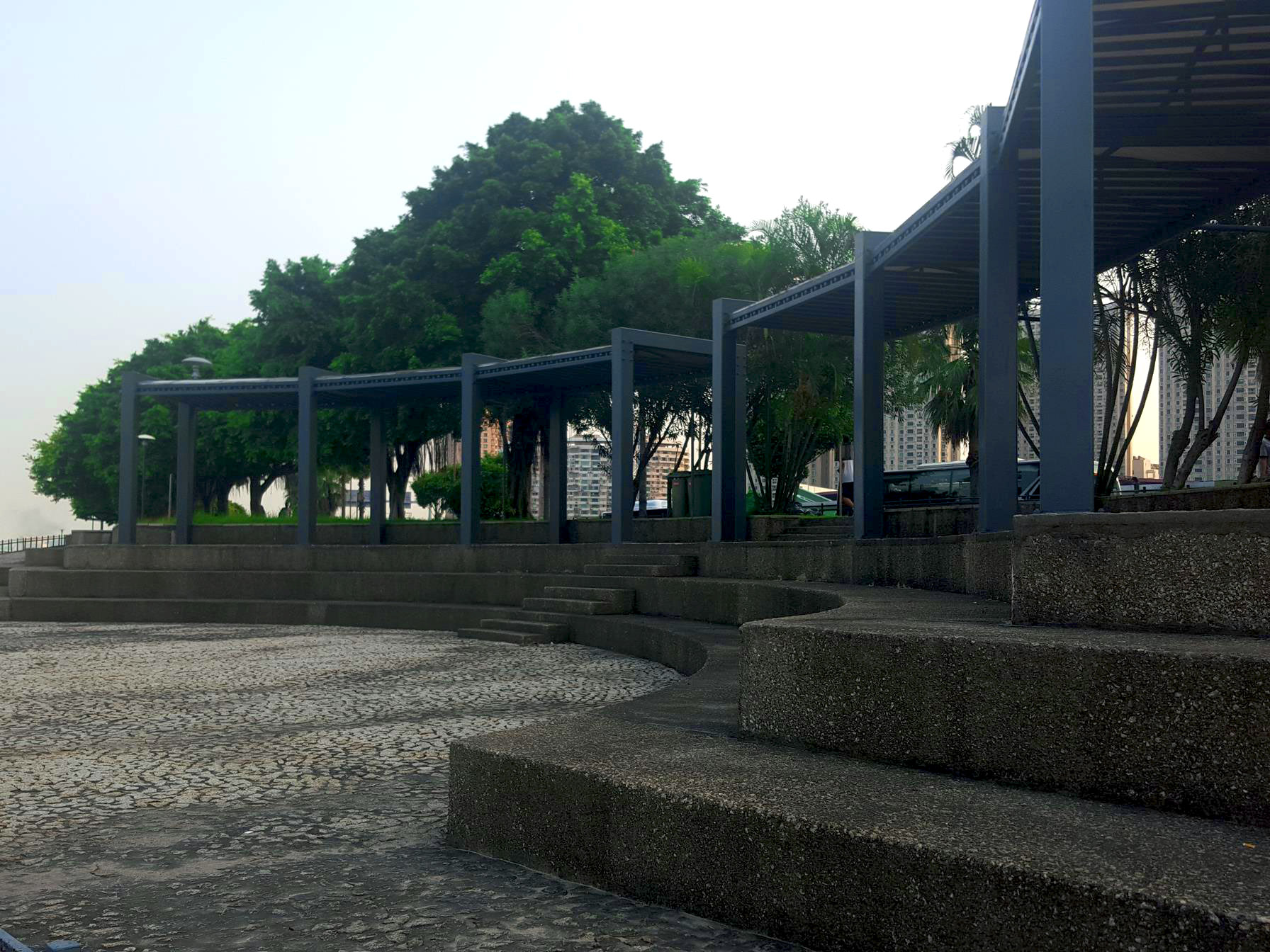
露天廣場
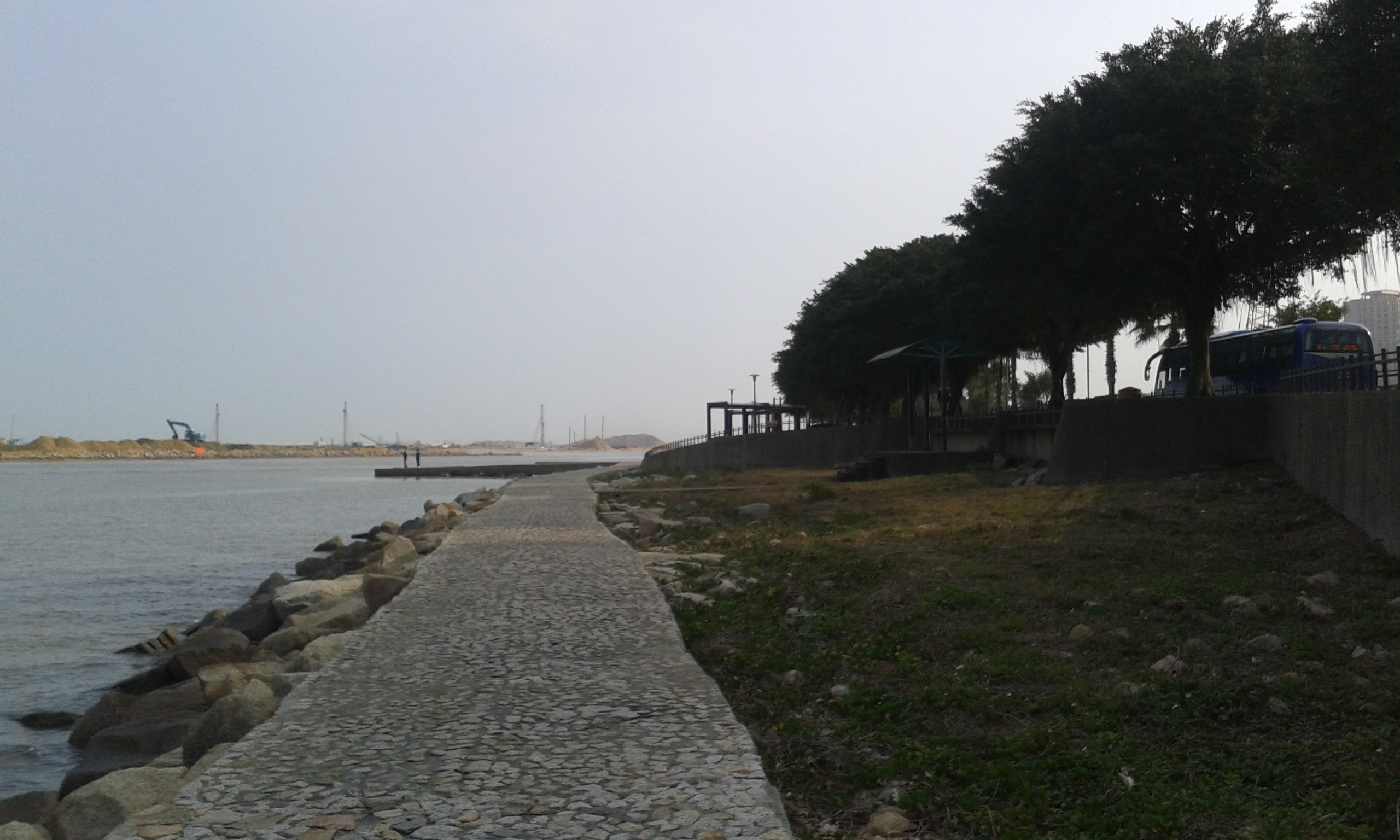
沿海濱而建的步道
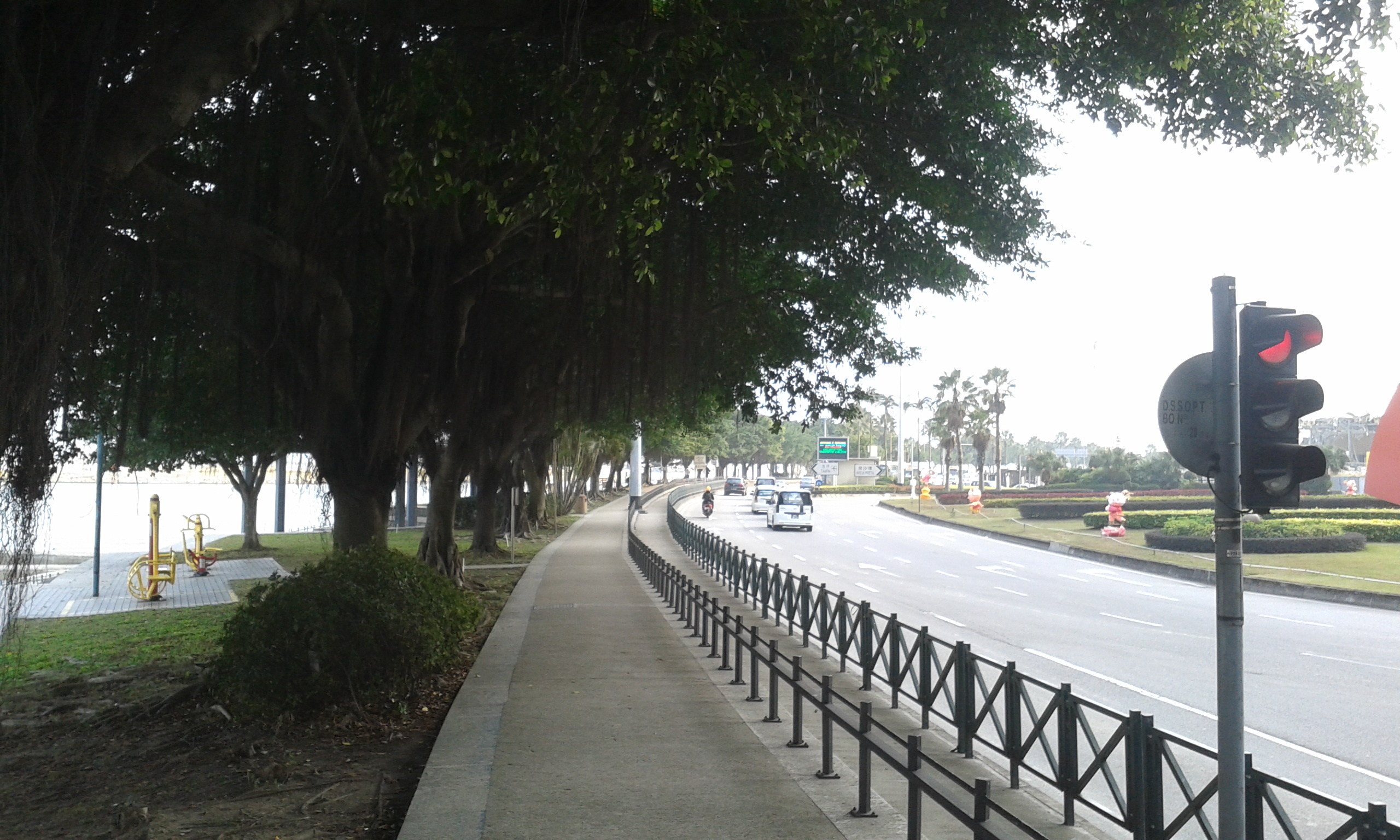
海濱公園鄰近的道路

- 中葡友誼紀念物：東方明珠

- 露天廣場
- 沿海濱而建的步道
- 海濱公園鄰近的道路

## 交通

### 公共巴士
M247 海上居（La Marina）
路線：2AS、3AX、27、51、51X、73、101X、AP1、AP1X、MT3

### 輕軌
- █  東線ES2站（興建中）